# Hillel Seidman
Hillel Seidman (geb. 27. November 1915 in Skalat (Ostgalizien); gest. 28. August 1995 in Brooklyn, New York City) war ein polnisch-hebräisch-jiddischer religiöser Schriftsteller, Historiker und Journalist, der in einer chassidischen Gemeinschaft aufwuchs und wirkte.

## Leben
Seidman ist insbesondere als der Archivar der Warschauer Kehilla (Gemeinschaft aller Juden) im Warschauer Ghetto und Autor eines Tagebuchs aus dem Warschauer Ghetto in Erinnerung, eines einzigartigen Berichts über das religiöse Leben der Juden im Warschauer Ghetto.
Als zusätzliche Facette seiner Persönlichkeit war er auch ein religiöser Führer. Der Überlebende des Warschauer Ghettos (wo er als Bibliothekar arbeitete) war vor dem Krieg in der polnischen und nach dem Krieg in der israelischen Politik aktiv. Er war später im deutschen Internierungslager Vittel in Frankreich interniert und wurde gerettet, als er sich einen falschen paraguayischen Pass besorgte. Seidman lebte seit 1946 in den USA. Er hatte vier Kinder, Naomi Seidmann war das jüngste davon.
Seidman war lebenslang mit Menachem Begin befreundet und verfasste zusammen mit Mordecai Schreiber eine Biographie (Menachem Begin: His Life and Legacy).

## Tagebuch aus dem Warschauer Ghetto
Sein zuerst auf Hebräisch 1946 erschienenes Tagebuch aus dem Warschauer Ghetto deckt den Zeitraum vom 17. Juli 1942 (dem Vorabend der Deportation der Juden aus Warschau) bis zum 25. April 1943 (dem Aufstand im Ghetto) ab. Es fand in jiddischer Übersetzung Aufnahme in der argentinischen jiddischen Buchreihe Dos poylishe yidntum (Buenos Aires, 1947) und später in französischer Übersetzung unter dem Titel Du fond de l'abîme in der Buchreihe Terre humaine (Paris, 1998).

## Veröffentlichungen
- Yoman geṭo Ṿarshah / יומן גיטו ווארשה (Tagebuch aus dem Warschauer Ghetto). 1946 (hebräisch)
  - (jiddische Übersetzung) Ṭog-buch fun Waršewer geṭo / Diario del ghetto de Varsovia. Buenos Aires 1947, Dos poylishe yidntum („Copyright by Dr. H. Seidman, N. York“, veröffentlicht vom Central Farband fun Poilishe Yidn in Argentina)
  - (französische Übersetzung) Du fond de l'abîme. Terre humaine. Paris 1998 (übersetzt von Nathan Weinstock)
  - (englische Übersetzung) Warsaw Ghetto Diaries. Southfield, MI: Targum Press  Nanuet, NY: Distributed by Feldheim Publishers 1997 (übersetzt von Yosef Israel) (darin auch enthalten: "Reflections after the Revolt" (S. 281–288), "The Warsaw Ghetto Judenrat" (S. 289–321) und "Personalities I Knew in the Ghetto" (S. 323–393))
- Festival of Joy: Significance, Symbolism and Rules of the Four Species (Arba Minim). The Judaica Press, New York 1974
- Glory of the Jewish Holidays.[6] Edited by Moses Zalesky. Shengold Pub, New York 1980
- (mit Mordecai Schreiber): Menachem Begin: His Life and Legacy. Shengold Pub, New York 1990 (Inhalt)